# 三坑水库
三坑水库，是广东省广州市花都区的一个中型水库。水库位于赤坭镇瑞岭村，以其主坝筑在三条山坑汇合处而得名。三坑水库是花都区建设的第一个中型水库，1955年冬动工，1956年3月竣工。水库库坝高18.5米，坝长222米，集雨面积19.68平方公里，总库容量1440万立方米。